# Сокирянська міська територіальна громада
Сокирянська міська громада — територіальна громада України, у Дністровському районі Чернівецької області. Адміністративний центр — місто Сокиряни.
Площа громади — 82,16 км², населення — 10 987 мешканців (2018).
Утворена в рамках адміністративно-територіальної реформи 2015 року. До складу громади ввійшли Сокирянська міська рада і Коболчинська сільська рада Сокирянського району, які 12 серпня 2015 року ухвалили рішення про добровільне об'єднання громад. А 14 серпня утворення громади затверджене рішенням обласної ради.

## Населені пункти
До складу громади входять місто Сокиряни (9350 осіб) і 24 села:
- Білоусівка
- Братанівка
- Василівка
- Вітрянка
- Волошкове
- Галиця
- Гвіздівці
- Грубна
- Коболчин
- Кормань
- Кулішівка
- Ломачинці
- Лопатів
- Михалкове
- Непоротове
- Новоолексіївка
- Ожеве
- Олексіївка
- Покровка
- Розкопинці
- Романківці
- Селище
- Сербичани
- Шебутинці